# Opel Commodore

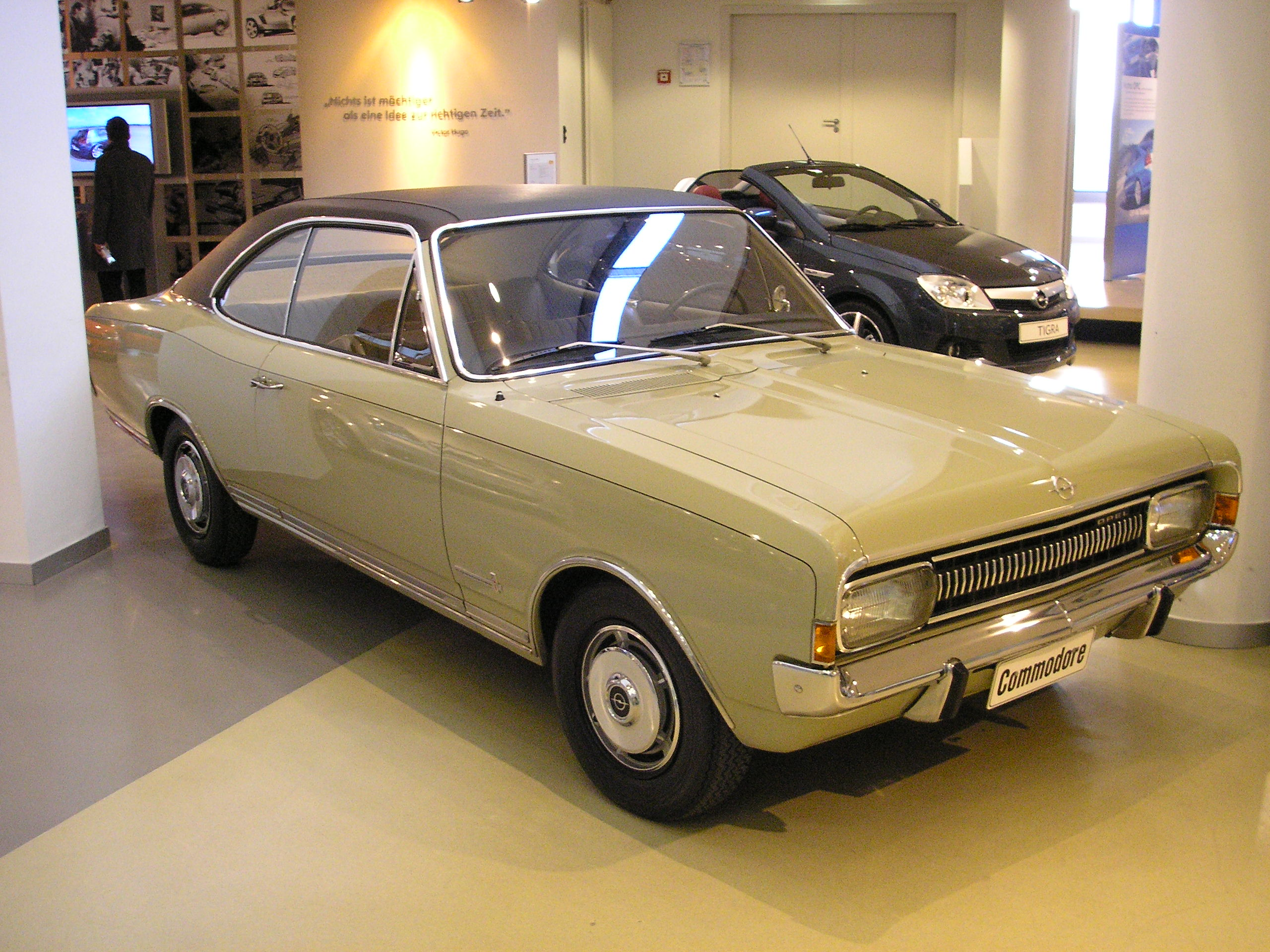
Opel Commodore A Coupé (1970)

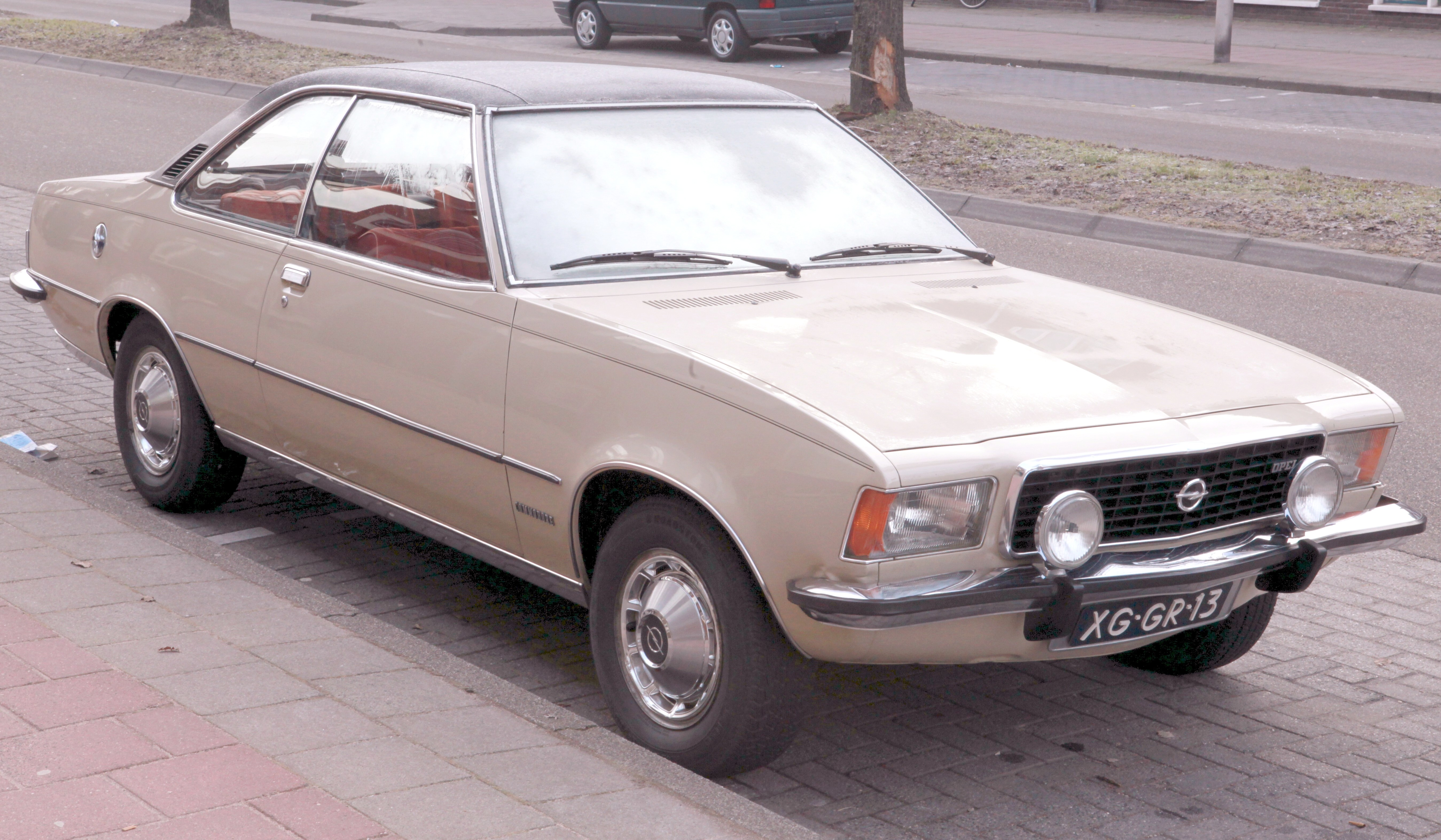
Opel Commodore B

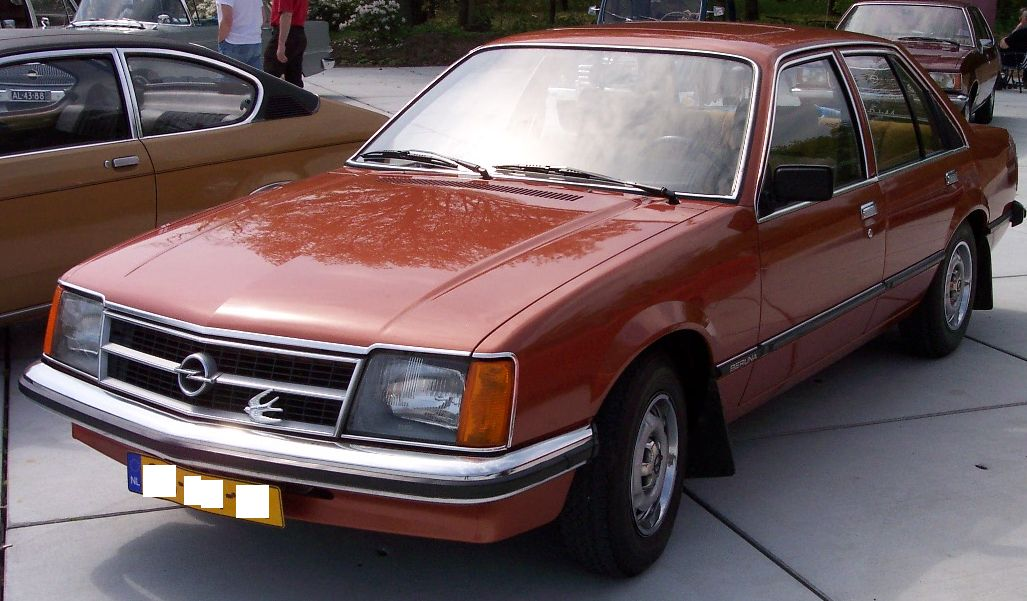
Opel Commodore C

De Opel Commodore was een luxe, sterker gemotoriseerde versie van de Opel Rekord en werd uitsluitend met zescilinder motoren geleverd.
Voorlopers van de Commodore waren de Rekord zescilindermodellen. In de Rekord A (1963) was de 100 pk, 2600 cc zescilindermotor uit de Opel Kapitän leverbaar. Deze motor stamde oorspronkelijk uit 1936. Voor de Rekord B (1965) was de nieuwe CIH-viercilinder beschikbaar, maar de motorruimte (de Rekord A en B hadden vrijwel dezelfde carrosserie) liet deze nieuwe zescilinder nog niet toe. Deze werd wel leverbaar in de Rekord C, met een inhoud van 2200 cc en een vermogen van 105 pk. De Commodore verving uiteindelijk deze Rekord "six" zescilinder.
Dit model van Opel was in technische zin meestal iets geavanceerder dan een Opel Rekord en beter uitgerust. Zo had de Commodore enkele zaken waarvoor bij de Rekord extra betaald moest worden standaard, zoals vloerschakeling, betere remmen en een luxueus interieur. Uiterlijk onderscheidden de Commodore A resp. B zich van de Rekord C resp. D door meer sierlijsten, 14 inch (in plaats van 13 inch) velgen, een andere grille, een sierstrip tussen de achterlichten en een vinyl dak (niet meer bij het C model). Bij de Commodore C (geïntroduceerd in 1978) moest de voorkant iets verlengd worden om de zescilinder kwijt te kunnen, vandaar dat deze dan ook aan de voorkant langer is dan een Rekord en even lang als een Senator A. De Commodore C was dan ook bedoeld als een model tussen de Rekord E en de Opel Senator.
De eerste Commodore kwam in 1967 op de markt en was leverbaar met diverse zescilindermotoren, waarbij de sportieve GS-versies met dubbele carburateur (bij C-type Berlina genoemd) veel extra opties hadden, zoals houtafwerking in het interieur en een toerenteller. Beroemd en berucht (bij de concurrentie) was ook het GS/E-model dat voor zijn tijd en prijs ongehoord snel was en in plaats van de dubbele carburateur een elektronisch brandstofinjectiesysteem had van Bosch, wat 150 pk opleverde. Het onderstel werd hieraan aangepast door onder meer gasgevulde schokdempers, schijfrem achter en een extra lagering van de cardanaandrijving. De Commodore A was leverbaar als sedan met twee- en vier deuren, als Coupé en (vrij zeldzaam) als stationwagon. Vanaf 1968 stond de GM-Straatsburg volautomatische drieversnellingsbak op de accessoirelijst.
In 1972 volgde het B-type de Commodore A op. Dit model was op dezelfde bodemgroep gebaseerd maar had een heel andere, modernere carrosserie gekregen. Het B-model was leverbaar met de uit het A-model bekende 2,5 liter zescilinder met 115 pk en als GS met dezelfde motor met twee carburateurs en 135 pk. In september 1972 werd de 2,8 liter GS/E (voor Einspritz) met elektronische brandstofinjectie en 165 pk als het topmodel geïntroduceerd.
De Commodore B was leverbaar als vierdeurs sedan en als coupé met alle motorvarianten. De stationwagon was slechts kort leverbaar. De Commodore B Coupé was tussen 1972 en 1978 ook succesvol in de rallysport. Zo won de beroemde Duitse rallyrijder Walter Röhrl aan het begin van zijn carrière met een door Opel huistuner Irmscher geprepareerde wagen enkele rally's en nam hij deel aan enkele WK rally's. Deze Commodore B GS/E had i.p.v. injectie drie dubbele Weber carburateurs en een vermogen van 260 pk.
De Commodore C werd voor het eerste getoond in 1977, tegelijk met de Rekord E. De productie van de Commodore C startte na de productie van de Rekord E. De Zuid-Afrikaanse versie van deze Opel, de Chevrolet Commodore, werd echter al eerder in productie genomen, in september 1978.
De Commodore bleef gepositioneerd als een meer luxere versie van de Rekord. Er was geen coupé versie van de Commodore C, daarvoor moest je naar de Opel Monza (de coupé versie van
de Opel Senator) maar een tweedeurs versie was wel kort beschikbaar. De enige motor welke in Europe werd gebruikt in de Commodore was de bekende
straight-six 2.5-liter met 115 PK of 130 PK wanneer voorzien van brandstofinjectie.
De Commodore was nooit echt een succes, voornamelijk vanwege het kleine verschil tussen de Rekord en de Senator. Een andere reden was het brandstofverbruik, waarbij de Commodore met brandstofinjectie behoorlijk meer verbruikte dan de grotere drieliter Senator. De verouderde motor had ook minder koppel bij lagere snelhedenen en was luidruchtig.
Het front van de Commodore C was gelijk aan de Senator. De auto werd in de UK verkocht onder de naam Vauxhall Viceroy. Er is ook een station versie
(in Duitsland aangeduid als "Voyage") gebouwd tussen 1979 to 1982, welke een belangrijk verkoopsucces werd voor Holden in Australië. Deze uitvoering was ook beschikbaar in Zuid-Afrika, dan als Chevrolet. Deze uitvoering werd nooit geleverd in de VK, maar een exemplaar werd in 1981 gebouwd voor koningin Elizabeth II, om haar Corgi honden te vervoeren. Deze auto bestaat nog steeds en is nu in handen van een liefhebber.
De Commodore ging in 1986 uit productie.